# ألكسندر سيتي
ألكسندر سيتي (بالإنجليزية: Alexander City) هي مدينة أمريكية تقع في ولاية ألاباما.تبلغ مساحة هذه المدينة 101 (كم²)،ويبلغ عدد سكانها 14950 نسمة حسب إحصاء سنة 2010 م.تشير الإحصاءات بأن الكثافة السكانية في هذه المدينة تقدر بـ(149.3) نسمة/كم2.

## التركيبة السكانية
حدّد مكتب تعداد الولايات المتحدة بيانات التركيبة السكانية لألكسندر سيتي في تعداد الولايات المتحدة. في ما يلي، التركيبة السكانية حسب تعدادي 2000 و2010.

### تعداد عام 2000
بلغ عدد سكان ألكسندر سيتي 15,008 نسمة بحسب تعداد عام 2000، وبلغ عدد الأسر 6,152 أسرة وعدد العائلات 4,136 عائلة مقيمة في المدينة. في حين سجلت الكثافة السكانية 137.1 نسمة لكل كيلومتر مربع (355.1/ميل2). وبلغ عدد الوحدات السكنية 6,855 وحدة بمتوسط كثافة قدره 62.6 لكل كيلومتر مربع (162.1/ميل2).
وتوزع التركيب العرقي للمدينة بنسبة 70.56% من البيض و28.37% من الأمريكيين الأفارقة و0.13% من الأمريكيين الأصليين و0.28% من الأمريكيين ذوي الأصول الآسيوية و0.02% من سكان جزر المحيط الهادئ و0.15% من الأعراق الأخرى و0.49% من عرقين مختلطين أو أكثر و0.45% من الهسبانيون أو اللاتينيون من أي عرق.
بلغ عدد الأسر 6,152 أسرة كانت نسبة 33.9% منها لديها أطفال تحت سن الثامنة عشر تعيش معهم، وبلغت نسبة الأزواج القاطنين مع بعضهم البعض 47.9% من أصل المجموع الكلي للأسر، ونسبة 16.2% من الأسر كان لديها معيلات من الإناث دون وجود شريك، بينما كانت نسبة 3.2% من الأسر لديها معيلون من الذكور دون وجود شريكة وكانت نسبة 32.8% من غير العائلات. تألفت نسبة 30.3% من أصل جميع الأسر من عدة أفراد يعيشون في نفس المنزل ونسبة 13.8% كانت تتألف من شخص يعيش بمفرده يبلغ من العمر 65 عاماً أو أكثر. وبلغ متوسط حجم الأسرة المعيشية 2.36، أما متوسط حجم العائلات فبلغ 2.94.
بلغ العمر الوسطي للسكان 39.3 عاماً. وكانت نسبة 24.2% من القاطنين تحت سن الثامنة عشر، وكانت نسبة 7.8% بين الثامنة عشر والرابعة والعشرين عاماً، ونسبة 26.2% كانت واقعةً في الفئة العمرية ما بين الخامسة والعشرين والرابعة والأربعين عاماً، ونسبة 22.6% كانت ما بين الخامسة والأربعين والرابعة والستين، ونسبة 15.9% كانت ضمن فئة الخامسة والستين عاماً فما فوق. يوجد لكل 100 أنثى 85.0 ذكر، ويوجد لكل 100 أنثى في الثامنة عشر من عمرها فما فوق 78.6 ذكر.
بلغ متوسط دخل الأسرة في المدينة 29,309 دولارًا، أما متوسط دخل العائلة فبلغ 38,881 دولارًا. وكان متوسط دخل الذكور 30,392 دولارًا مقابل 20,705 دولارًا للإناث. وسجل دخل الفرد الخاص بالمدينة 17,305 دولارًا. وكانت نسبة 15% من العائلات ونسبة 16.7% من السكان تحت خط الفقر، وكان من هؤلاء نسبة 22.7% تحت سن الثامنة عشر ونسبة 13.6% في الخامسة والستين من العمر وما فوق.

### تعداد عام 2010
بلغ عدد سكان ألكسندر سيتي 14,875 نسمة بحسب تعداد عام 2010، وبلغ عدد الأسر 6,064 أسرة وعدد العائلات 4,050 عائلة مقيمة في المدينة. في حين سجلت الكثافة السكانية 135.8 نسمة لكل كيلومتر مربع (351.7/ميل2). وبلغ عدد الوحدات السكنية 6,834 وحدة بمتوسط كثافة قدره 62.4 لكل كيلومتر مربع (161.6/ميل2).
وتوزع التركيب العرقي للمدينة بنسبة 62.16% من البيض و31.98% من الأمريكيين الأفارقة و0.24% من الأمريكيين الأصليين و0.93% من الأمريكيين ذوي الأصول الآسيوية و0.01% من سكان جزر المحيط الهادئ و3.77% من الأعراق الأخرى و0.91% من عرقين مختلطين أو أكثر و4.76% من الهسبانيون أو اللاتينيون من أي عرق.
بلغ عدد الأسر 6,064 أسرة كانت نسبة 32.2% منها لديها أطفال تحت سن الثامنة عشر تعيش معهم، وبلغت نسبة الأزواج القاطنين مع بعضهم البعض 42.2% من أصل المجموع الكلي للأسر، ونسبة 20.1% من الأسر كان لديها معيلات من الإناث دون وجود شريك، بينما كانت نسبة 4.4% من الأسر لديها معيلون من الذكور دون وجود شريكة وكانت نسبة 33.2% من غير العائلات. تألفت نسبة 29.7% من أصل جميع الأسر من عدة أفراد يعيشون في نفس المنزل ونسبة 13.2% كانت تتألف من شخص يعيش بمفرده يبلغ من العمر 65 عاماً أو أكثر. وبلغ متوسط حجم الأسرة المعيشية 2.40، أما متوسط حجم العائلات فبلغ 2.95.
بلغ العمر الوسطي للسكان 39.8 عاماً. وكانت نسبة 23.5% من القاطنين تحت سن الثامنة عشر، وكانت نسبة 8.7% بين الثامنة عشر والرابعة والعشرين عاماً، ونسبة 24.2% كانت واقعةً في الفئة العمرية ما بين الخامسة والعشرين والرابعة والأربعين عاماً، ونسبة 26% كانت ما بين الخامسة والأربعين والرابعة والستين، ونسبة 17.5% كانت ضمن فئة الخامسة والستين عاماً فما فوق. وتوزع التركيب الجنسي للسكان بنسبة 47.3% ذكور و52.7% إناث.

## أعلام
- لي وليامز
- كاري كوكس
- اريك بروك
- براد فورد
- جيم فيليبس
- بيل تشامبرز
- ناثان بول